# Wittenberg (Málaga)
Wittenberg es un barrio perteneciente al distrito de Churriana de la ciudad andaluza de Málaga, España. Según la delimitación oficial del ayuntamiento, limita al oeste con el barrio de El Olivar y el término municipal de Torremolinos; al sur, con el barrio de Cortijo de Mazas; y al oeste y el norte con los terrenos no urbanizados de Santa Tecla y Rojas, que los separan del barrio de Finca Monsálvez.
Ninguna línea de autobús de la EMT alcanza los límites del barrio.